# 슐리렌

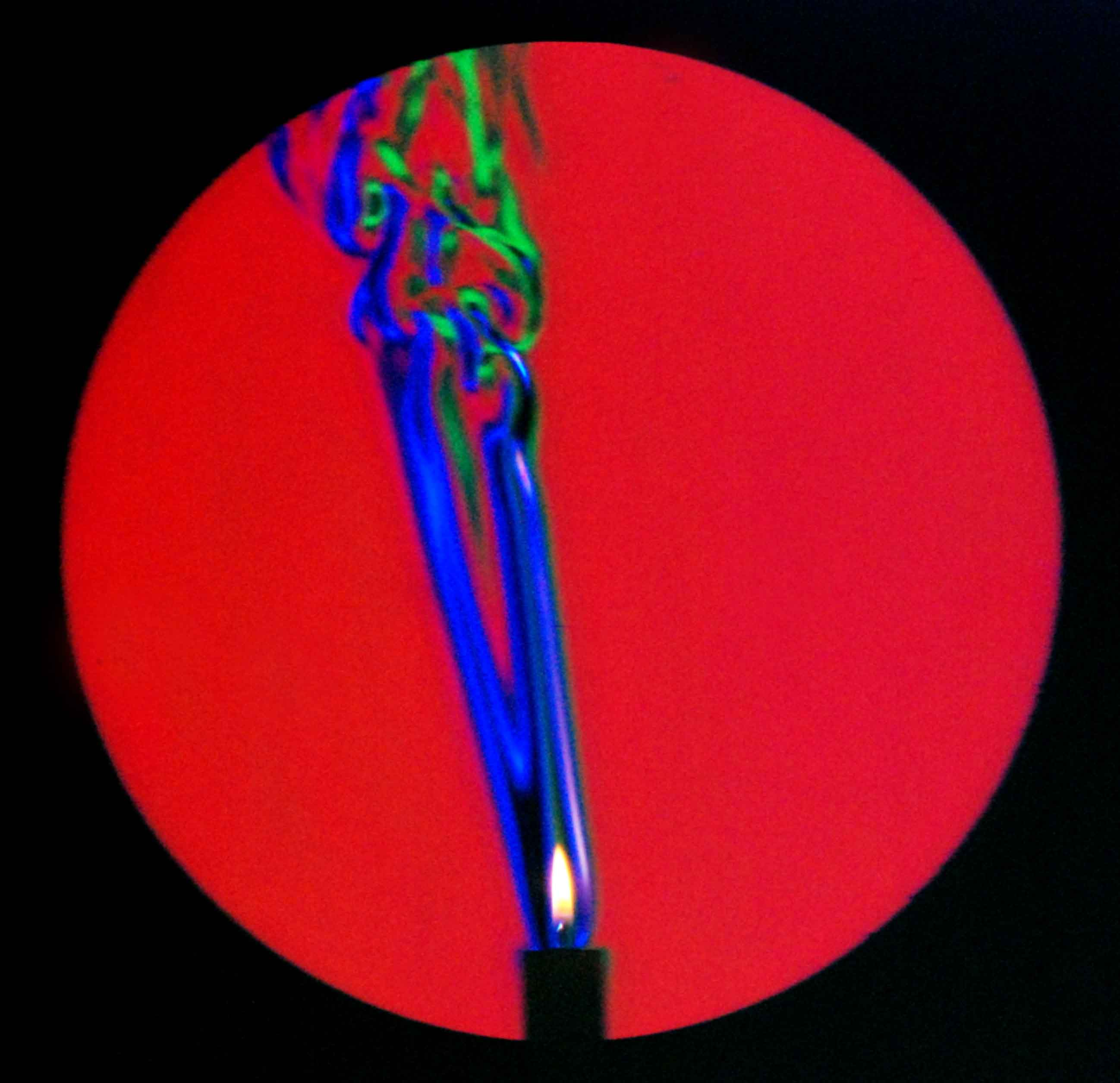
오른쪽에서 불어오는 미풍에 의해 방해를 받는 불타는 촛불의 열 기둥을 보여주는 컬러 슐리렌 이미지

슐리렌(Schlieren, /ˈʃlɪərən/; 독일어: [ˈʃliːʁn̩] ( 듣기), 독일어 for 'streaks', 독일어로 '줄무늬'를 의미)은 투명 매체의 광학적 불균일성으로 사람의 눈에는 반드시 보이지 않는다. 슐리렌 물리학은 그러한 불균일성이 없는 고품질 렌즈를 생산하려는 필요성에서 발전했다. 이러한 불균일성은 특히 굴절에 의해 광선의 편차를 유발하는 광학 경로 길이의 국부적인 차이이다. 이러한 빛의 편차는 광선이 벗어나는 방향에 따라 이미지의 국부적인 밝아짐, 어두워짐 또는 색상 변화를 생성할 수 있다.

## 같이 보기
- 슐리렌 사진술